# Haemerosia renalis
Haemerosia renalis là một loài bướm đêm trong họ Noctuidae.